# Fernando Magalhães
Fernando Augusto Ribeiro de Magalhães GCSE • GOIP (Rio de Janeiro, 18 de fevereiro de 1878 — Rio de Janeiro, 10 de janeiro de 1944) foi um médico obstetra, professor da Faculdade de Medicina do Rio de Janeiro e orador brasileiro.

## Biografia
Filho de Antônio Joaquim Ribeiro de Magalhães e de Deolinda de Magalhães. Formou-se pela Faculdade de Medicina da Universidade do Rio de Janeiro (1899). Nos dizeres do professor Jorge de Resende (1998), discípulo de Fernando Magalhães, "A Obstetrícia no Brasil será dividida, pelo historiador do futuro, em dois períodos: antes e depois de Fernando Magalhães".
É considerado por alguns como o criador da Escola Obstétrica Brasileira. Depois de sua morte, Fernando Magalhães deu nome a várias instituições, médicas ou não.
Deixou uma vasta obra médica, da qual se destacam os seis volumes de Clínica obstétrica, as Lições de clínica obstétrica, A obstetrícia no Brasil, Síntese obstétrica e Obstétrica forense, e mais de 200 trabalhos esparsos sobre assuntos médicos.
A 28 de Agosto de 1930 foi feito Grande-Oficial da Ordem da Instrução Pública e a 3 de Setembro de 1931 foi agraciado com a Grã-Cruz da Ordem Militar de Sant'Iago da Espada de Portugal.

## Academia Brasileira de Letras
Foi eleito em 22 de julho de 1926 para a cadeira 33 da Academia Brasileira de Letras, na sucessão de Domício da Gama, sendo recebido em 8 de setembro de 1926 pelo acadêmico Medeiros e Albuquerque.